# Capsala interrupta
Capsala interrupta är en plattmaskart. Capsala interrupta ingår i släktet Capsala och familjen Capsalidae. Inga underarter finns listade i Catalogue of Life.